# Saint-Pierre-de-Buzet

Saint-Pierre-de-Buzet este o comună în departamentul Lot-et-Garonne din sud-vestul Franței. În 2009 avea o populație de 253 de locuitori.

## Evoluția populației
| An        | 1975 | 1982 | 1990 | 1999 | 2006 | 2009 |
| --------- | ---- | ---- | ---- | ---- | ---- | ---- |
| Populație | 240  | 219  | 215  | 218  | 246  | 253  |